# Supunna versicolor
Supunna versicolor là một loài nhện trong họ Corinnidae.
Loài này thuộc chi Supunna. Supunna versicolor được Eugène Simon miêu tả năm 1896.